# Starlette
Starlette (franciául: Satellite de Taille Adaptée avec Réflecteurs Laser pour les Etudes de la Terre) francia geodéziai műhold.

## Küldetés
Fő cél volt az óceánok árapály jelenségének vizsgálata.

## Jellemzői
Gyártotta a Société Nationale Industrielle Aérospatiale, üzemeltette a Francia Űrügynökség (CNES).
Megnevezései: Starlette–1; Starlette; COSPAR: 1975-010A; Kódszáma: 7646.
1975. február 6-án a Guyana Űrközpontból egy Diamant–B (BP.4) hordozórakéta juttatta magas Föld körüli pályára (HEO = High-Earth Orbit). Az orbitális egység pályája 104,2 perces, 49,8 fokos hajlásszögű, elliptikus pálya perigeuma 806 kilométer, az apogeuma 1108 km volt.
Nem stabilizált, passzív űreszköz. Formája gömb, átmérője 24 centiméter, hordozó tömege 90, működési tömege 47 kilogramm. A test közepébe urán 238 és 1,5%-os molibdén volt elhelyezve. Felületét 20 szeletből építették, amelyekben 60, alumínium ötvözetből készül tükröző (kvarcüveg) volt kialakítva. A visszavert lézersugarak mérési pontossága 1 centiméter.

## Kutatási terület
- az óceánok árapály jelenségének vizsgálata,
- a geocentrikus koordináták mérése,
- a tektonikus szerkezetek mozgásának mérése,
- a Föld forgási pozíciójának mérése,
- prizma reflektorokkal ellátott (optikai, lézeres és radar mérések, számítások segítésére),

Azonos, következő műhold a Stella volt.